# フォトレジスタ

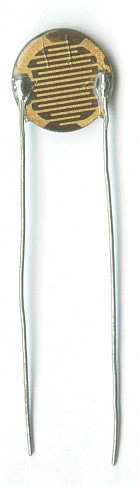
LDR

フォトレジスタ（英: photoresistor）とは、入射する光の強度が増加すると電気抵抗が低下する電子部品である。光依存性抵抗（LDR）や 光導電体、フォトセルとも呼ばれる。
フォトレジスタは、高抵抗の半導体でできている。充分に周波数の高い光が素子に入ると、半導体に吸収された光子のエネルギーにより束縛電子が伝導帯に飛び込む。結果として生じる自由電子（と対になるホール）によって電流が流れ、電気抵抗が低くなる。
光電素子には、内因性・外因性のどちらもある。内因性の素子では価電子帯にだけ存在する電子がバンドギャップを越えなければならず、その励起に相当する以上のエネルギーを持つ光子が必要になる。外因性の素子には伝導帯に近い基底状態エネルギーを持つ不純物が加えられているので電子が遠くまで飛ばなくてもよく、エネルギーの低い（波長が長い、周波数が低い）光子でも充分に機能する。
半導体に真性半導体を用いるイントリンシック形と、n形やp形半導体を用いるエキシトリンシック形がある。エキシトリンシック形は、エネルギーギャップよりも小さいエネルギーの光で電子を励起できるので、より長い波長領域に感度があるという特徴がある。

## 硫化カドミウムセル
硫化カドミウム (CdS) セルは、当たる光の量に従って抵抗値が変化する CdS の性質を利用している。セルに当たる光が多ければ、抵抗値は低くなる。シンプルな CdS セルでも、受光部が明るい時に約600Ω、暗い時に1～2MΩと、抵抗値の変化幅が広い。さらに、赤外線や可視光線や紫外線など、広範囲の波長の光に反応する。街灯を自動的にオン・オフさせるスイッチとしてよく使われている。熱追尾ミサイルで目標を探知するのに使われたこともある。低価格で、入手も容易であることから、販売店等においてもフォトレジスタという名称より「CdSセル」あるいは単に「CdS」という呼び名が一般化している

。
カドミウムはRoHS指令の規制対象元素のため、2006年7月以降欧州連合に出荷する電気電子製品に使用できなくなっている。CdSセルは、いわゆる容量性や誘導性を持たない純抵抗で周波数による特性変化が無い、無極性である、耐電圧が比較的高い、電流電圧特性が比例的である（オーミックである）等の性質がある。このため、利用が簡便であるという特徴は他の光センサ類には無いものであり、簡単な代替は現在のところ無い。

## 応用
フォトレジスタにはいろいろなタイプがある。

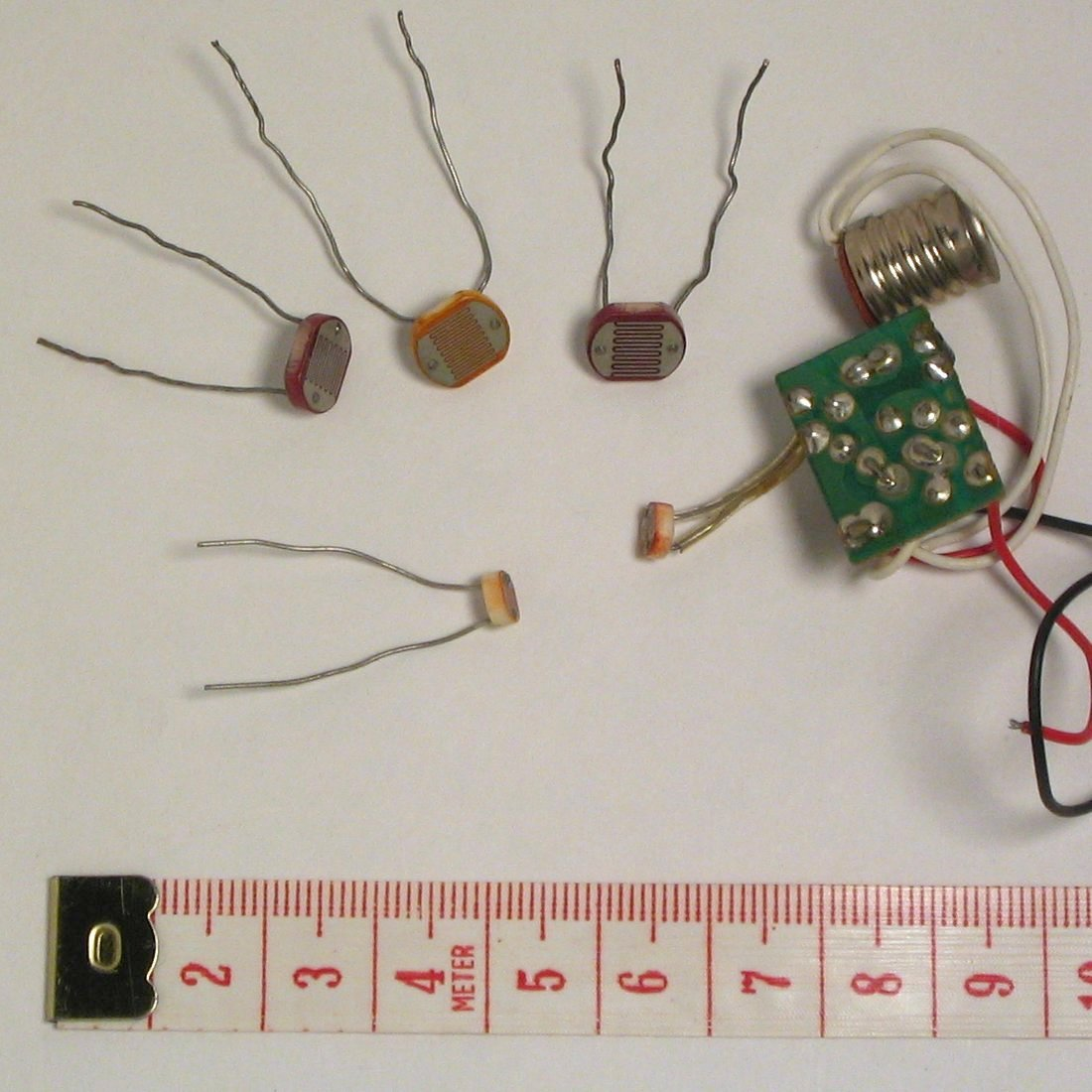
各種のフォトレジスタ。右端のものは常夜灯の一部で、暗くなった時に明かりを点灯させるのにフォトレジスタが使われている。

カメラの露出計、時計付きラジオ、セキュリティ警報器や街灯などの身近な製品では、安価な CdS セルが使われていた。コンプレッサー等のエフェクターやアナログシンセサイザーにおいて、LEDと組み合わせてアナログフォトカプラとして使われている。一方で、赤外線天文学や赤外分光法では、遠赤外線の検出に適している Ge:Cu 光導電体が使われている。